# Beires
Beires község Spanyolországban, Almería tartományban. Lakosainak száma 148 fő (2024).

## Földrajza
Beires Almócita, Abrucena, Fondón, Ohanes, Canjáyar és Padules községekkel határos.

## Népesség
A település lakosságának változását az alábbi diagram mutatja:
| Lakosok száma | 138  | 121  | 128  | 126  | 118  | 112  | 114  | 110  | 132  | 148  |
|               | 2001 | 2004 | 2006 | 2009 | 2011 | 2014 | 2016 | 2019 | 2021 | 2024 |